# 努诺·皮涅罗
努诺·皮涅罗（Nuno Pinheiro，1977年—）是葡萄牙的平面設計師及插畫家。他專門研究影像學、主題和用户界面设计。皮涅罗的工作包括在一般插圖、使用者介面設計、網頁設計、企業設計，以及其他在創新領域的工作。他因為是氧氣計劃專案目前的協調員，而在Linux界聞名。
他的電腦藝術因為KDE而普遍存在在世界上不同的電腦平臺。

## 職業生涯
他目前工作是 Klarälvdalens Datakonsult AB (KDAB) 的 UI 設計師。

## 外部連結
- http://www.nuno-icons.com/ （页面存档备份，存于）
- http://pinheiro-kde.blogspot.com/ （页面存档备份，存于）
- http://www.behindkde.org/node/907 （页面存档备份，存于）